# Танцівниця (фільм, 2016)
«Танцівниця» (фр. La Danseuse) — міжнародно-спродюсований біографічний музичний фільм-драма 2016 року, заснований на біографії американської танцівниці Лої Фуллер. Перша повнометражна режисерська робота Стефані ді Джусту. Прем'єра фільму відбулася 13 травня 2016 року на 69-му Каннському кінофестивалі, де він був номінований за режисерський дебют на «Золоту камеру» та на «Квір-пальмову гілку», а також був представлений в номінації «Особливий погляд» .

## Сюжет
1887 рік. Молода танцівниця Марі-Луїза (Стефані Соколінськи) після смерті батька вирушає до Нью-Йорка, щоб здійснити свою мрію і стати знаменитою актрисою. Під час одного з виступів на сцені вона плутається у своїй сукні, але дивом уникає падіння, продовжуючи кружляти у витонченій тканині. Шоковані глядачі стають свідками історичного моменту — так зародився модерн. Дівчина від'їжджає у Париж і стає відомою під ім'ям Лої Фуллер. Вона славиться на сцені кабаре «Фолі-Бержер», найвидатніші чоловіки сучасності вважають її своєю музою. Але слава ризикує обернутися прокляттям, коли випадкова зустріч Лої Фуллер з юною амбітною і талановитою Ісідорою Дункан (Лілі-Роуз Депп) ставить під загрозу як її творчість, так і стосунки з покровителем Луї (Гаспар Ульєль).

## У ролях
| Стефані Соколінськи | ···· | Лої Фуллер                      |
| Гаспар Ульєль       | ···· | Луї                             |
| Мелані Тьєррі       | ···· | Габріель                        |
| Лілі-Роуз Депп      | ···· | Ісідора Дункан                  |
| Франсуа Дам'єн      | ···· | Маршан                          |
| Луї-До де Ланкесе   | ···· | Арман Дюпоншель, директор Опери |
| Аманда Пламмер      | ···· | мати Лої                        |
| Дені Меноше         | ···· | Рубен, батько Лої               |
| Чарлі Морган        | ···· | Джефф                           |
| Тамзін Мерчант      | ···· | Кейт                            |
| Вільям Г'юстон      | ···· | Руд                             |

## Знімальна група
- Автор сценарію — Стефані ді Джусту, Тома Бідеґен, Сара Тібо
- Режисер-постановник — Стефані ді Джусту
- Продюсер — Ален Атталь
- Співпродюсери — Артеміо Бенкі, Жан-П'єр Дарденн, Люк Дарденн, Венсан Мараваль, Дельфін Томсон
- Асоційовані продюсери — Філіп Логі, Арлетт Зільберберг
- Композитор — Лаура Обйолс
- Оператор — Бенуа Дебі
- Монтаж — Джеральдін Манжено
- Підбір акторів — Паскаль Беро
- Художник-постановник — Карлос Конті
- Художник-декоратор — Ліз Пеу
- Художник по костюмах — Анаїс Роман
- Артдиректор — Лаура Обйолс

## Нагороди та номінації
| Список нагород та номінацій | Список нагород та номінацій | Список нагород та номінацій    | Список нагород та номінацій | Список нагород та номінацій | Список нагород та номінацій |
| Кінопремія                  | Дата церемонії              | Категорія                      | Номінант(и)                 | Результат                   | Дж                          |
| --------------------------- | --------------------------- | ------------------------------ | --------------------------- | --------------------------- | --------------------------- |
| Каннський кінофестиваль     | 2016                        | Золота камера                  | Стефані ді Джусту           | Номінація                   |                             |
| Каннський кінофестиваль     | 2016                        | Queer Palm                     | Танцівниця                  | Номінація                   |                             |
| Каннський кінофестиваль     | 2016                        | Особливий погляд               | Танцівниця                  | Номінація                   |                             |
| Кінофестиваль у Кабурі      | 2016                        | Гран-прі                       | Танцівниця                  | Номінація                   |                             |
| Премія «Люм'єр»             | 30 січня 2017               | Найкращий дебютний фільм       | Танцівниця                  | Номінація                   | [ 5 ]                       |
| Премія «Люм'єр»             | 30 січня 2017               | Найкраща акторка               | Соко                        | Номінація                   | [ 5 ]                       |
| Премія «Люм'єр»             | 30 січня 2017               | Найкраща молода акторка        | Лілі-Роуз Депп              | Номінація                   | [ 5 ]                       |
| Премія «Люм'єр»             | 30 січня 2017               | Найкращий кінооператор         | Бенуа Дебі                  | Номінація                   | [ 5 ]                       |
| Премія «Магрітт»            | 4 лютого 2017               | Найкращий оператор             | Бенуа Дебі                  | Номінація                   | [ 6 ]                       |
| Премія «Сезар»              | 24 лютого 2017              | Найкраща акторка               | Соко                        | Номінація                   | [ 7 ]                       |
| Премія «Сезар»              | 24 лютого 2017              | Найкраща акторка другого плану | Мелані Тьєррі               | Номінація                   | [ 7 ]                       |
| Премія «Сезар»              | 24 лютого 2017              | Найперспективніша акторка      | Лілі-Роуз Депп              | Номінація                   | [ 7 ]                       |
| Премія «Сезар»              | 24 лютого 2017              | Найкращі декорації             | Карлос Конті                | Номінація                   | [ 7 ]                       |
| Премія «Сезар»              | 24 лютого 2017              | Найкращий дизайн костюмів      | Анаїс Ромон                 | Перемога                    | [ 7 ]                       |
| Премія «Сезар»              | 24 лютого 2017              | Найкращий дебютний фільм       | Танцівниця                  | Номінація                   | [ 7 ]                       |